# Britomartis
Den här sidan handlar om den grekiska gudinnan, för fjärilssläktet, se Britomartis (fjärilssläkte).
Britomartis var en kretensisk gudinna, dotter till Zeus och Karme.
Upptänd av kärlek till Britomartis förföljde kung Minos henne under nio månader. Slutligen kastade hon sig i förtvivlan från berget Dikte i havet men föll i ett fisknät, vilket blev hennes räddning. Detta har gett henne binamnet Diktynna efter grekiskans diktys = fisknät.